# MEKRA Lang Gruppe
MEKRA Lang GmbH & Co. KG ist ein Hersteller von Spiegelsystemen für die Automobilindustrie mit Fokus auf Nutzfahrzeugen (Lkw, Busse, Agrarmaschinen, Baumaschinen) sowie von Spiegelersatzsystemen und Kamera-Monitor-Systemen für Automotiv-Anwendungen.
Die MEKRA Lang Gruppe produziert pro Jahr ca. 11 Millionen Außenspiegel für Nutzfahrzeuge. Firmensitz ist das mittelfränkische Ergersheim im Landkreis Neustadt an der Aisch-Bad Windsheim. Das Unternehmen ist heute an 7 Standorten in 7 Ländern vertreten. Weltweit arbeiten etwa 2.900 Mitarbeiter für MEKRA Lang, davon etwa 1.700 in Deutschland.

## Geschichte
Im Jahr 1932 wurde die Firma MEKRA Lang von den Eheleuten Hans und Frieda Lang in Fürth gegründet. In den Anfangsjahren wurden Silberbelege von Glas hergestellt. Die Söhne der Firmengründer, die Brüder Heinrich Lang und Günter Lang, die im Jahr 1960 Geschäftsführer wurden, spezialisierten sich auf die Produktion kleiner Spiegel. Das Familienunternehmen wird in der dritten Generation von Susanne Lang, der Tochter von Heinrich Lang, als geschäftsführende Gesellschafterin geführt.
Der Standort in Escobedo ist am 10. April 2024 komplett niedergebrannt. Wenige Wochen danach wurde begonnen, ein neues Werk in Apodaca aufzubauen. Apodaca befindet sich ebenso wie Escobedo am nördlichen Rand der Stadt Monterrey in Nuevo Leon.

## Geschäftsfelder
- Sichtsysteme für Nutzfahrzeuge
- Spiegelsysteme
- Kamera-Monitor-Systeme

## Standorte

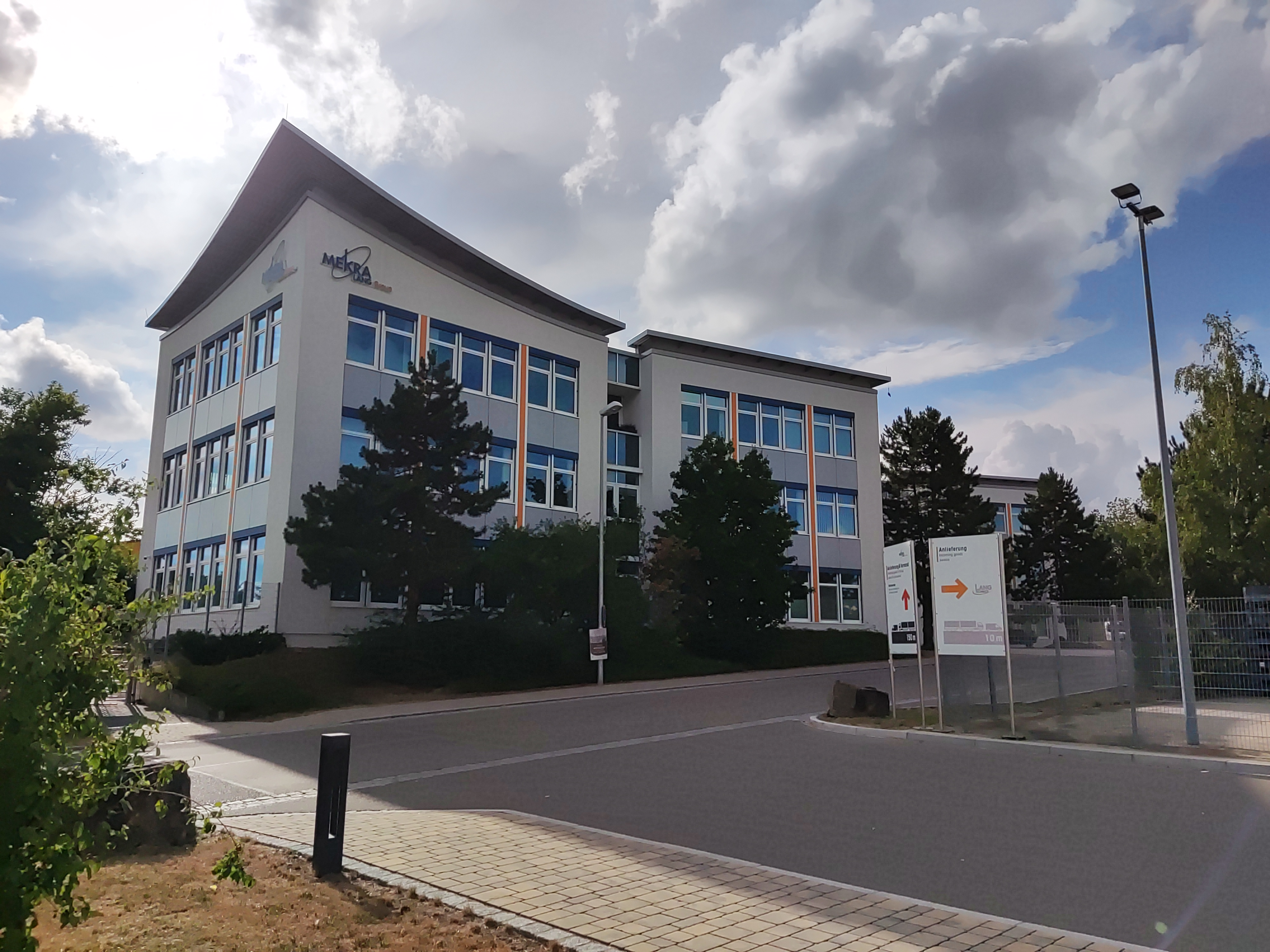
Verwaltungsgebäude am Unternehmenssitz in Ergersheim

Die MEKRA Lang Gruppe ist als weltweit agierender Systemlieferant vertreten mit folgenden Standorten in Nord- und Südamerika, Asien und Europa:
- Europa: Ergersheim (Deutschland), Pilsen (Tschechien), Ankara (Türkei), Trappes (Frankreich), West Sussex (Großbritannien)
- Nordamerika: Columbia (USA), Apodoca (Mexiko)
- Südamerika: Sorocaba (Brasilien)
- Asien: Shanghai, Iksan (Südkorea)

## Auszeichnungen
- Top-Arbeitgeber 2017 „Deutschlands beste Jobs mit Zukunft“[6]
- iF DESIGN AWARD 2017 für die Genius Cab[7]
- Mittelstandspreis nachhaltig wachstumsstärkste Mittelstandsunternehmen in Bayern „Bayerns Best 50“ 2016[8]
- „Deutschlands Top 100 Wachstums- und Ertragsstars“ 2015 & 2016[9]
- „Die 15 innovativsten deutschen Mittelständler“ 2016[10]